# NGC 2728
NGC 2728 (również PGC 25360 lub UGC 4738) – galaktyka spiralna (Sb), znajdująca się w gwiazdozbiorze Raka. Odkrył ją Albert Marth 10 marca 1864 roku.